# Kuba Badach
Kuba Badach, właśc. Jakub Bartłomiej Badach (ur. 24 sierpnia 1976 w Krasnymstawie) – polski artysta, muzyk, wokalista, kompozytor, aranżer, producent muzyczny, dziennikarz muzyczny.
Od 1995 wokalista zespołu Poluzjanci i od 1999 – zespołu The Globetrotters, a także artysta solowy. Dwukrotny laureat nagrody polskiego przemysłu fonograficznego Fryderyka. Za sprzedaż solowych albumów uzyskał dwie złote płyty.

## Życiorys

### Rodzina i edukacja
Urodził się w Krasnymstawie, jest synem Tadeusza Badacha, prezesa Spółdzielni Mleczarskiej w Krasnymstawie i byłego posła SLD. Jego stryj, Ryszard Badach, jest nauczycielem i kompozytorem, autorem śpiewnika Piosenki o Zamościu i Zamojszczyźnie. Dorastał z młodszym bratem, Maciejem.
W grudniu 2000 został absolwentem Wydziału Jazzu i Muzyki Rozrywkowej Akademii Muzycznej w Katowicach, na której uzyskał tytuł magistra sztuki o specjalności: wokalistyka jazzowa. Uczył się także w klasie fortepianu w Państwowej Szkole Muzycznej I i II stopnia w Zamościu.

### Kariera zawodowa
Kariera zespołowa
W 1995 został współzałożycielem zespołu Polucjanci (później przemianowanego na Poluzjanci) grającego muzykę z pogranicza pop-rocku, funky i jazzu. Z zespołem nagrał i wydał trzy albumy studyjne: Tak po prostu, Druga płyta (2010) i Trzy metry ponad ziemią (2011), a także wystąpił w 2002 w klubie „Baggot Inn” w West Greenwich Village na Manhattanie oraz zagrał koncerty poświęcone Andrzejowi Zausze w sali Avery Fisher Hall w Lincoln Center w Nowym Jorku, USA.
Od 1999 podjął współpracę z zespołem The Globetrotters, z którym wydał cztery albumy studyjne: Stay in Neverland, Fairy tales of the trees, Both Sides i Stop! Don’t Talk. Piosenka z trzeciej płyty, „All You Want”, długo utrzymywała się na Liście przebojów Programu Trzeciego. Wraz z zespołem wystąpił m.in. na Bojo Jazz Festival we Węgrzech, na Festiwalu Jazzowym w Kuwejcie i World Etno Fest w Słowacji, a także (kilkukrotnie) na Letnim Festiwalu Jazzowym w Piwnicy pod Baranami w Krakowie. 
Po wydaniu albumu Tak po prostu w 2000 roku nie wzbudził on większego zainteresowania ze strony klubów, a z powodu ograniczonej promocji projekt zespołu Polucjanci stopniowo uległ wygaszeniu. Członkowie zespołu rozpoczęli indywidualne działania artystyczne.
Kariera solowa
W 1988 r. nagrał album z kolędami pt. Gwiazdkowe cuda.
W trakcie studiów nawiązał muzyczną współpracę m.in. z Katarzyną Gärtner czy Robertem Jansonem, z którym nagrał dwa albumy studyjne: Trzeci wymiar (1997) i Nowy świat (1999), a utwór „Małe szczęścia” z pierwszej płyty został przebojem w programie 30 ton – lista, lista przebojów w TVP2.

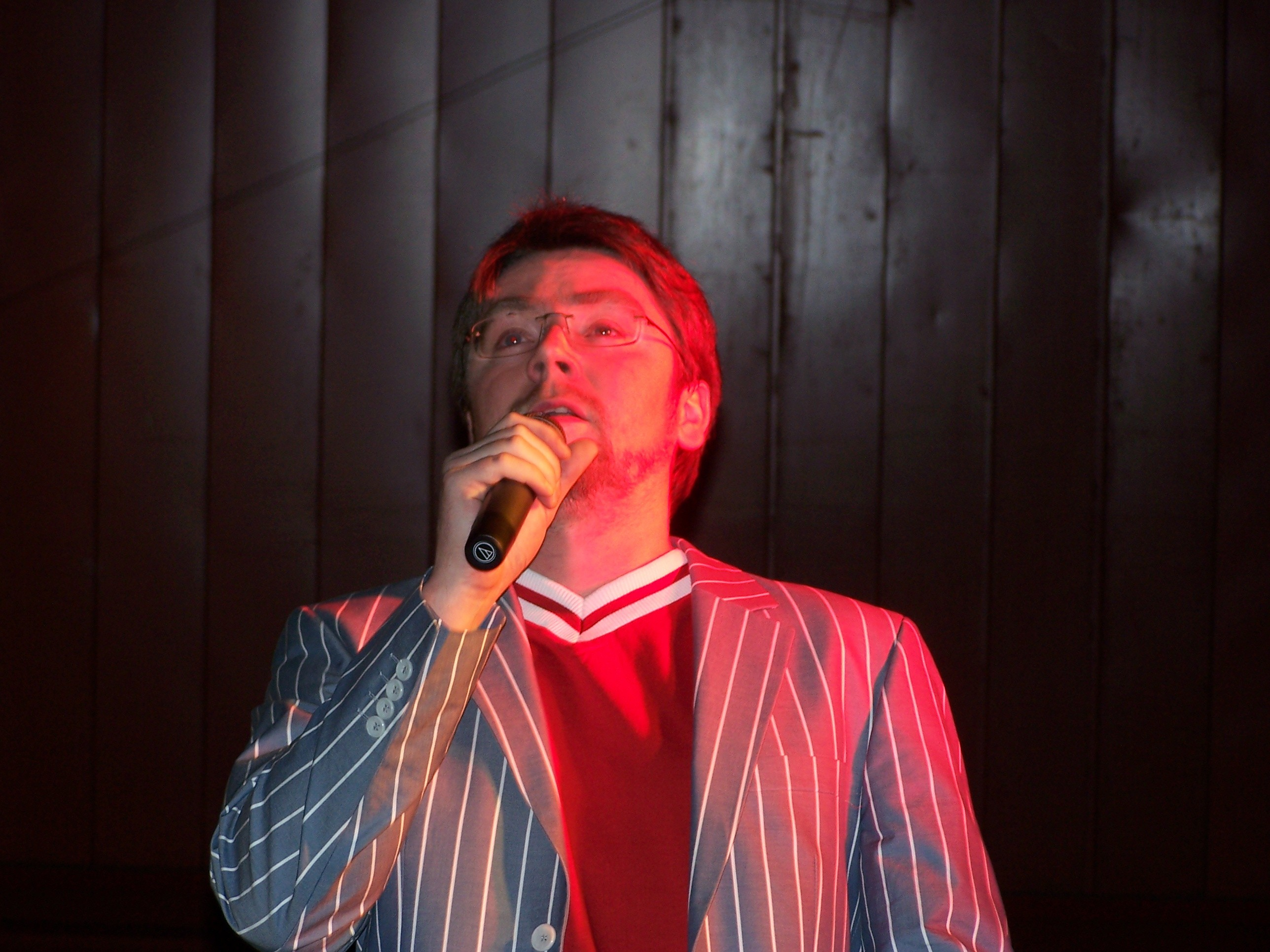
Badach na 1. Śląskim Festiwalu Muzycznym w Katowicach (2006)

W 2001 r. jako producent zaangażował się w realizację płyty Mówię tak, myślę nie dla Ewy Bem, a następne sześć miesięcy poświęcił pracy w studiu nagraniowym nad tym albumem.
W 2002, 2003 i 2006 brał udział w akcji „Święta, święta”. Na potrzeby tego projektu skomponował utwór „Tak jak śnieg” oraz zaśpiewał w kwartecie z Mieczysławem Szcześniakiem, Andrzejem Piasecznym i Andrzejem Lampertem utwór „Kolęda dwóch serc” (cover przeboju Wham! „Last Christmas”), a w 2006 wykonał piosenkę „Najlepsze spełni się” (cover utworu „Save the Best for Last”).

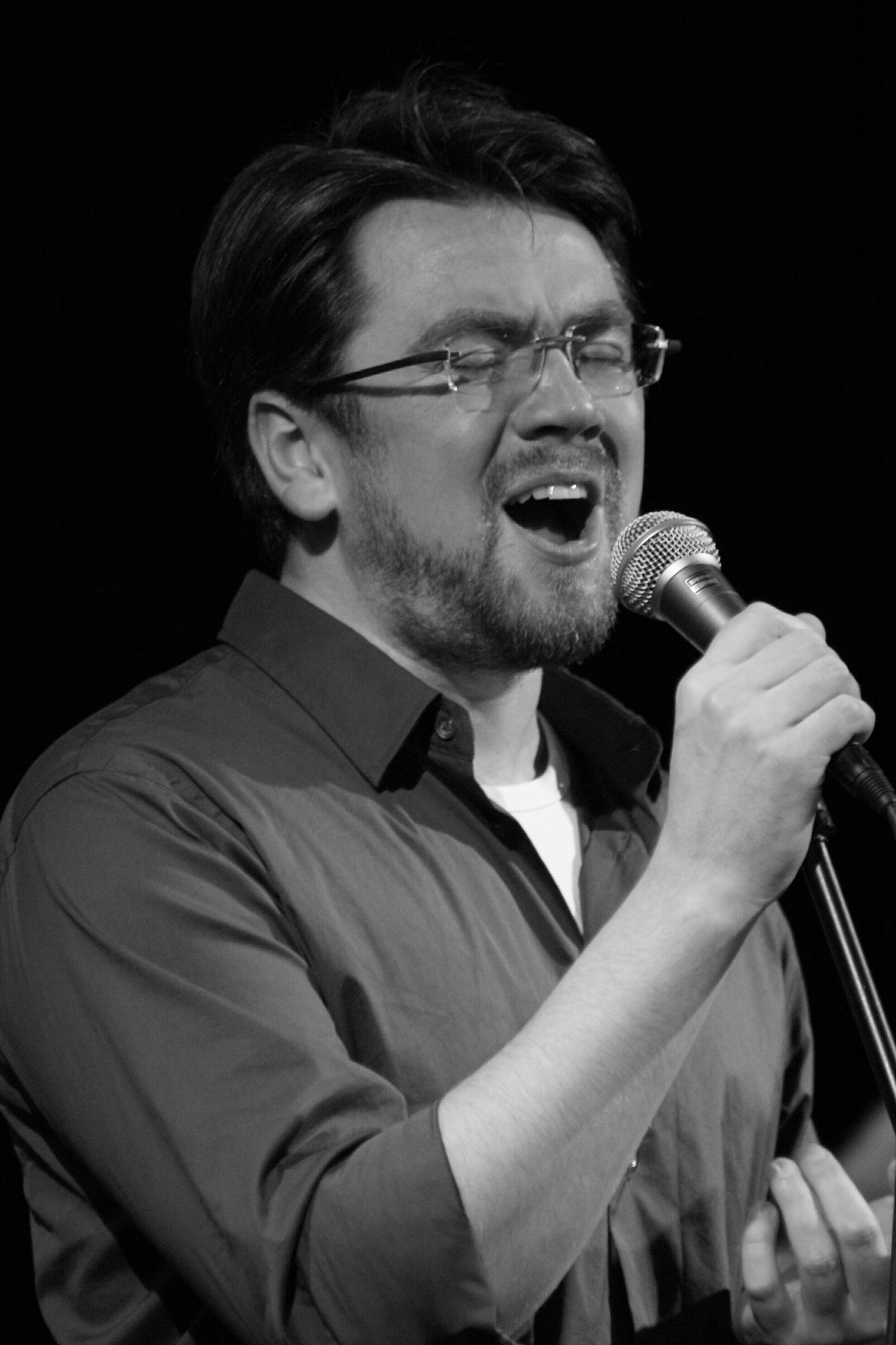
Badach podczas występu (2009)

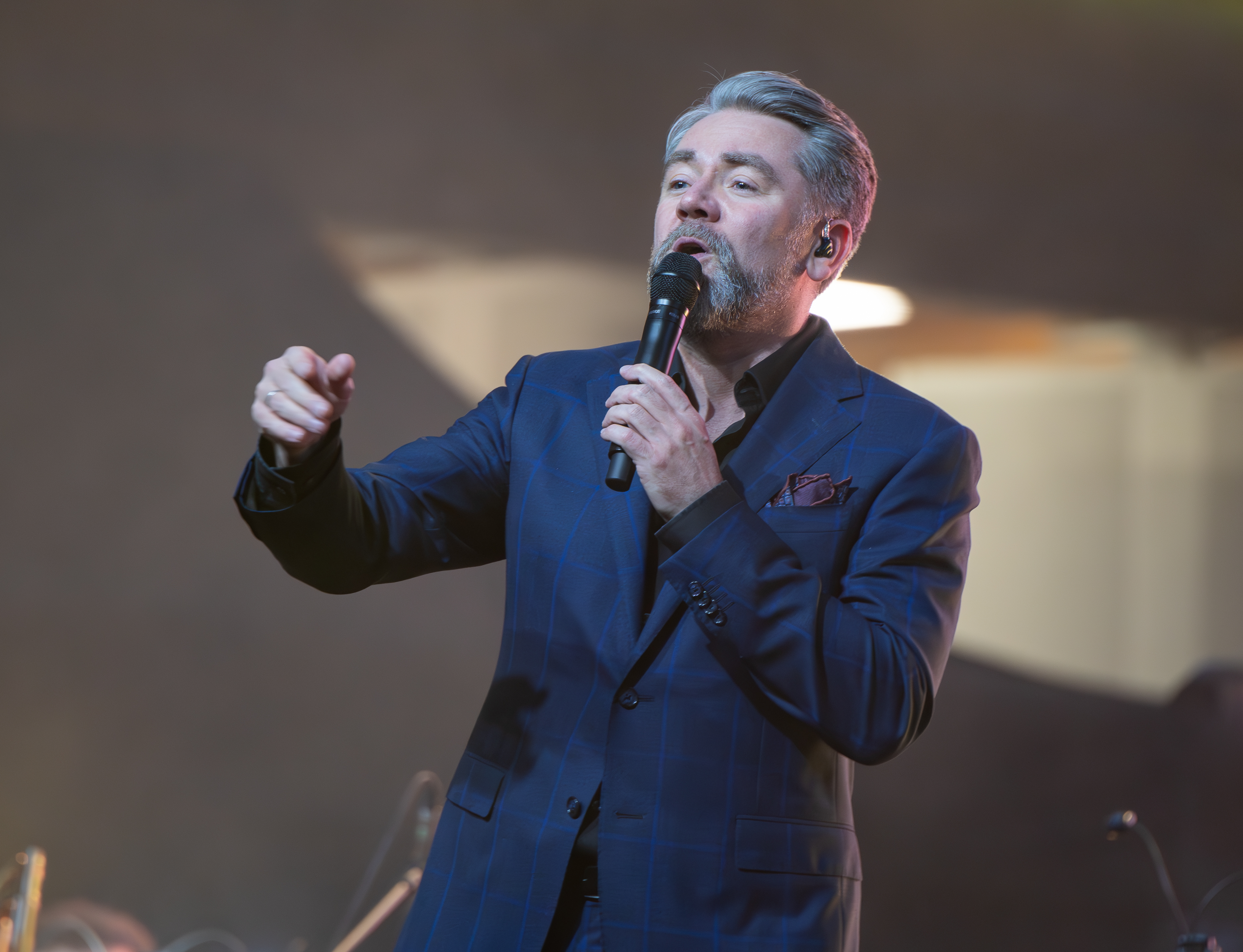
Badach podczas festiwalu Wodecki Twist w Sopocie (2023)

Od 2003 współpracował z kilkoma artystami polskiej sceny rozrywkowej, takimi jak m.in. Kayah, Robert Janson, Ania Szarmach, Dorota Miśkiewicz, Carrantuohill i Grzegorz Kapołka. Wziął udział w nagraniu ścieżki dźwiękowej do polskiej wersji językowej filmu animowanego Droga do El Dorado (2000) i do filmu Macieja Żaka Ławeczka (2004). W 2006 wykonał piosenki „Wyspa” i „Gdyby nie ty” podczas koncertu charytatywnego na rzecz Varius Manx oraz podczas Festiwalu Jedynki w Sopocie.
24 kwietnia 2009 wydał album z coverami Tribute to Andrzej Zaucha. Obecny. W 2011 i 2012 otrzymał nagrodę Fryderyka dla wokalisty roku.
6 października 2017 wydał pierwszy, autorski album Oldschool, który promował singlem „Życie”.
W 2020 był jurorem w programie The Four. Bitwa o sławę w telewizji Polsat. Od lipca 2020 do lutego 2022 w Radiu Nowy Świat prowadził autorską audycję muzyczną pt. Badafonia. W 2024 roku jeden z jurorów i trenerów 15 edycji programu The Voice of Poland w TVP2.

## Życie prywatne
W 2009 poznał Aleksandrę Kwaśniewską, z którą ożenił się 22 września 2012 w katedrze polowej Wojska Polskiego w Warszawie, a ich ślub wzbudził duże zainteresowanie mediów, przez co był przedmiotem analizy na łamach opiniotwórczej prasy.
Jest członkiem stowarzyszenia działającego przy klubie Muzyczna Owczarnia w Jaworkach.

## Dyskografia
Albumy solowe
| Rok                        | Album                                                                          | Pozycja na liście | Sprzedaż       | Certyfikat              |
| Rok                        | Album                                                                          | POL               | Sprzedaż       | Certyfikat              |
| -------------------------- | ------------------------------------------------------------------------------ | ----------------- | -------------- | ----------------------- |
| 1988                       | Gwiazdkowe cuda - Data: 1988 - Wydawca: Studio Izabelin                        | –                 |                |                         |
| 2009                       | Tribute to Andrzej Zaucha. Obecny - Data: 24 kwietnia 2009 - Wydawca: Agora SA | 14                | - POL: 30 000+ | - ZPAV: platynowa płyta |
| 2017                       | Oldschool - Data: 6 października 2017 - Wydawca: Agora SA                      | 3                 | - POL: 30 000+ | - ZPAV: platynowa płyta |
| „–” album nie był notowany |                                                                                |                   |                |                         |

Minialbumy
| Rok  | Album                                                                           |
| ---- | ------------------------------------------------------------------------------- |
| 2025 | Radio Edit – prolog - Data: 14 marca 2025 - Wydawca: Koskom - Format: Streaming |

Notowane utwory
| Rok                        | Tytuł                                                                                 | Pozycja na liście | Album                             |
| Rok                        | Tytuł                                                                                 | LP3               | Album                             |
| -------------------------- | ------------------------------------------------------------------------------------- | ----------------- | --------------------------------- |
| 1997                       | „Małe szczęścia” (Robert Janson; gośc. Kuba Badach)                                   | 11                | Trzeci wymiar                     |
| 1997                       | „Jedno słowo wystarczy” (Robert Janson; gośc. Kuba Badach)                            | 49                | Trzeci wymiar                     |
| 1999                       | „Nowy świat” (Robert Janson; gośc. Kuba Badach)                                       | 28                | Nowy świat                        |
| 2004                       | „Kolęda dwóch serc” (oraz Andrzej Piaseczny, Mieczysław Szcześniak i Andrzej Lampert) | 33                | Święta święta 2                   |
| 2006                       | „Gdyby nie ty”                                                                        | 37                | Oldschool                         |
| 2009                       | „Myśmy byli sobie pisani”                                                             | 36                | Tribute to Andrzej Zaucha. Obecny |
| „–” utwór nie był notowany |                                                                                       |                   |                                   |

Teledyski
| Rok  | Tytuł                                                   | Reżyseria / realizacja         | Źródło |
| ---- | ------------------------------------------------------- | ------------------------------ | ------ |
| 1997 | „Małe szczęścia” (Robert Janson; gośc. Kuba Badach)     |                                | [ 30 ] |
| 2009 | „Byłaś serca biciem”                                    | Bo Martin i Andrzej Artymowicz | [ 31 ] |
| 2013 | „I Adore You” (Kasia „K8” Rościńska; gośc. Kuba Badach) | Błażej Kujawa                  | [ 32 ] |
| 2017 | „Jestem kimś”                                           | Jacek Kościuszko               | [ 33 ] |
| 2018 | „Wracam do siebie”                                      | Jacek Kościuszko               | [ 34 ] |
| 2019 | „Gdziekolwiek” (Linia Nocna; gośc. Kuba Badach)         | Michał Kisielewski             | [ 35 ] |

## Nagrody i wyróżnienia
| Rok  | Nagroda  | Kategoria      | Rezultat |
| ---- | -------- | -------------- | -------- |
| 2011 | Fryderyk | Wokalista roku | Wygrana  |
| 2012 | Fryderyk | Wokalista roku | Wygrana  |

## Filmografia
| Rok       | Tytuł                                                             | Rola                                     | Reżyser                                           |
| --------- | ----------------------------------------------------------------- | ---------------------------------------- | ------------------------------------------------- |
| 1998      | Kochaj i rób co chcesz                                            | wyk. piosenki „Małe szczęścia”           | Robert Gliński                                    |
| 1998      | Świat kolorów (Teatr Telewizji)                                   | chłopak                                  | Wiesław Komasa                                    |
| 2000      | 6 dni strusia                                                     | muzyka i słowa do piosenki „Perfect Guy” | Jarosław Żamojda                                  |
| 2000      | Droga do El Dorado (The Road to El Dorado)                        | polski dubbing, partie wokalne           | Don Paul, Eric „Bibo” Bergeron                    |
| 2003      | Mój brat niedźwiedź (Brother Bear)                                | polski dubbing, partie wokalne           | Aaron Blaise, Bob Walker                          |
| 2004      | Mickey: Bardziej bajkowe święta (Mickey’s Twice upon a Christmas) | polski dubbing, partie wokalne           | Aaron Blaise, Bob Walker                          |
| 2004      | Ławeczka                                                          | wykonanie muzyki (śpiew)                 | Maciej Żak                                        |
| 2007      | Alvin i wiewiórki (Alvin and the Chipmunks)                       | główny wokal                             | Tim Hill                                          |
| 2011      | Unia serc (serial TV)                                             | wyk. piosenki „Nowsze Mazowsze”          | Mariusz Palej, Grzegorz Sadurski                  |
| 2011–2016 | Kuba i Śruba (serial animowany)                                   | wykonanie piosenek                       | Bronisław Zeman, Andrzej Orzechowski, Marek Burda |
| 2013      | Joanna (film dokumentalny)                                        | muzyka do piosenki „Mimo wszystko”       | Aneta Kopacz                                      |